# اچ‌ام‌اس هلسینگبورگ (کی۳۲)
اچ‌ام‌اس هلسینگبورگ (کی۳۲) (به انگلیسی: HMS Helsingborg (K32)) یک کشتی است که طول آن 72.6 m می‌باشد. این کشتی در سال ۲۰۰۳ ساخته شد.